# Championnats d'Océanie de cyclisme sur route 2023
Navigation
Championnats d'Océanie 2022 Championnats d'Océanie 2024
Les Championnats d'Océanie de cyclisme sur route 2023 ont lieu du 30 mars au 1er avril 2023 dans le Queensland en Australie. Brisbane accueille les courses contre-la-montre et le Mont Crosby les courses en ligne.

## Podiums masculins
| Compétitions             | Or                  | Argent                | Bronze                |
| Élites                   |                     |                       |                       |
| Course en ligne          | Liam Walsh (AUS)    | Brady Gilmore (AUS)   | Tom Sexton (NZL)      |
| Contre-la-montre         | Tom Sexton (NZL)    | Riley Fleming (AUS)   | Jordan Villani (AUS)  |
| Hommes - Moins de 23 ans |                     |                       |                       |
| Course en ligne          | Liam Walsh (AUS)    | Brady Gilmore (AUS)   | Declan Trezise (AUS)  |
| Contre-la-montre         | Brady Gilmore (AUS) | Hamish McKenzie (AUS) | Oliver Bleddyn (AUS)  |
| Hommes - Juniors         |                     |                       |                       |
| Course en ligne          | Will Heath (AUS)    | Levi Hone (AUS)       | Josiah Grierson (AUS) |
| Contre-la-montre         | Wil Holmes (AUS)    | Joshua Cranage (AUS)  | Noah Hollamby (NZL)   |

## Podiums féminins
| Compétitions             | Or                              | Argent                          | Bronze                 |
| Élites                   |                                 |                                 |                        |
| Course en ligne          | Sophie Edwards (AUS)            | Matilda Raynolds (AUS)          | Ruth Corset (AUS)      |
| Contre-la-montre         | Georgia Perry (NZL)             | Bronwyn Macgregor (NZL)         | Celestine Frantz (AUS) |
| Femmes - Moins de 23 ans |                                 |                                 |                        |
| Course en ligne          | Keely Bennett (AUS)             | Isabelle Carnes (AUS)           | Sophie Marr (AUS)      |
| Contre-la-montre         | Isabelle Carnes (AUS)           | Alli Anderson (AUS)             | Haylee Fuller (AUS)    |
| Femmes - Juniors         |                                 |                                 |                        |
| Course en ligne          | Talia Appleton (AUS)            | Felicity Wilson-Haffenden (AUS) | Nicole Duncan (AUS)    |
| Contre-la-montre         | Felicity Wilson-Haffenden (AUS) | Mackenzie Coupland (AUS)        | Keira Will (AUS)       |

## Tableaux des médailles
| Rang  | Nation           | Or | Argent | Bronze | Total |
| ----- | ---------------- | -- | ------ | ------ | ----- |
| 1     | Australie        | 10 | 11     | 10     | 31    |
| 2     | Nouvelle-Zélande | 2  | 1      | 2      | 5     |
| Total | Total            | 12 | 12     | 12     | 36    |